# Clausena inolida
Clausena inolida là một loài thực vật có hoa trong họ Cửu lý hương. Loài này được Z.J. Yu & C.Y. Wong mô tả khoa học đầu tiên năm 1992.